# Kvadratur (astronomi)
Et himmellegeme siges at stå i kvadratur, hvis retningerne til Jorden og Solen set fra himmellegemet danner en ret vinkel (90°):57 , jævnfør figuren til venstre.
Månen er i østlig kvadratur kort efter første kvarter og i vestlig kvadratur kort før sidste kvarter, jævnfør figuren til højre. Ved kvadratur modvirker tidekræfterne fra Solen og Månen hinanden, så ændringen i tidevandets højde bliver derfor mindre end i gennemsnittet. Denne situation kaldes nipflod. Ved nymåne (Månen i konjunktion med Solen) og ved fuldmåne (Månen i opposition til Solen) forstærkes virkningerne, man taler om springflod.
De indre planeter Merkur og Venus kan ikke komme i kvadratur, men de ydre kan.

## Fasevinkel
For et objekt i Solsystemet defineres dets fasevinkel som vinklen Solen-objekt-Jorden.:131  Det er altså den vinkel, som man fra objektet vil have mellem retningerne til Solen og Jorden; se illustrationen herover til venstre. Fasevinklen betegnes ofte {\displaystyle \varphi }.
For de indre planeter, Merkur og Venus samt for Månen kan fasevinklen antage alle værdier mellem 0° (øvre konjunktion hhv. måneformørkelse) og 180° (nedre konjunktion hhv. solformørkelse).
For de ydre planeter er der en øvre grænse for størrelsen af fasevinklen. For Mars kan den højst blive 47.4°, hvor den ses med tydelig fase, se hosstående figur. Tabellen herunder viser maximale fasevinkler for de ydre planeter.
Når Jupiter står i kvadratur, vil man i kikkert kunne se den ene rand skarp og den anden ulden. Når Saturn er i kvadratur, vil man til en af siderne kunne se planetens skygge på sin ring.
| Planet  | φmax  |
| ------- | ----- |
| Mars    | 47.4° |
| Jupiter | 11.1° |
| Saturn  | 6.01° |
| Uranus  | 2.98° |
| Neptun  | 1.90° |